# Gare (Lussemburgo)
Gare (in lussemburghese Garer Quartier) è un quartiere di Lussemburgo, capitale dell'omonimo stato. È chiamato così perché ospita la stazione di Lussemburgo, in francese Gare de Luxembourg.
Nel 2023 contava una popolazione di 11 513 abitanti.

## Monumenti e luoghi d'interesse
- Palazzo della Spuerkeess
- Palazzo dell'ARBED
- Chiesa del Sacro Cuore (Lussemburgo)
- Edificio Accinauto
- Villa Clivio
- Hotel Alfa